# The Bricklayer
Pour plus de détails, voir Fiche technique et Distribution.
Bricklayer (The Bricklayer) est un film américano-gréco-bulgare réalisé par Renny Harlin et sorti en 2024. Écrit par Hanna Weg et Matt Johnson. Il s'agit d'une adaptation du roman du même nom de Noah Boyd publié en 2010. Le film met en vedette Aaron Eckhart et Nina Dobrev.

## Synopsis
Ancien agent fédéral, Steve Vail office désormais comme maçon et vit à Chicago. Le FBI le recontacte pour démanteler un groupe de criminels.

## Fiche technique
Sauf indication contraire, les informations mentionnées dans cette section peuvent être confirmées par les bases de données cinématographiques IMDb et Allociné,  présentes dans la section « Liens externes ».
- Titre français : Bricklayer
- Titre original : The Bricklayer
- Réalisation : Renny Harlin
- Scénario : Hanna Weg et Matt Johnson, d'après le roman The Bricklayer de Noah Boyd
- Musique : Walter Mair
- Décors : Philip Murphy
- Costumes : Irina Kotcheva
- Photographie : Matti Eerikäinen
- Montage : Iain Erskine
- Production : Gerard Butler, Jeffrey Greenstein, Yariv Lerner, Heidi Jo Markel, Alan Siegel, Robert Van Norden, Les Weldon et Jonathan Yunger

Producteurs délégués : Boaz Davidson, Victor Hadida, Avi Lerner, Erik Lindsay, Tanner Mobley, Darina Pavlova, Lonnie Ramati et Trevor Short
- Sociétés de production : Eclectic Pictures, Ekome, G-BASE, Millennium Films et Nu Boyana Film Studios ; avec la participation du Greek Cash Rebate Program
- Sociétés de distribution : Vertical Entertainment (États-Unis), Millennium Films (monde), Metropolitan Filmexport (France, vidéo)
- Budget : N/A
- Pays de production :  États-Unis,  Grèce,  Bulgarie
- Langue originale : anglais
- Format : couleur
- Genre : action, thriller
- Dates de sortie[2] :
  - États-Unis : 5 janvier 2024 (sortie limitée)
  - France : 11 octobre 2024 (en vidéo)[3]
- Classification[4] :
  - États-Unis : R

## Distribution
- Aaron Eckhart (VFB : Nicolas Matthys) : Vail
- Nina Dobrev (VFB : Sophie Pyronnet) : Kate
- Tim Blake Nelson (VFB : Franck Dacquin) : O'Malley
- Clifton Collins Jr. (VFB : Michelangelo Marchese) : Radek
- Ilfenesh Hadera (VFB : Célia Torrens) : Tye

## Production
Le projet est annoncé en août 2011, avec Gerard Butler dans le rôle principal et comme producteur. En janvier 2022, c'est finalement Aaron Eckhart qui est annoncé dans le rôle principal. Gerard Butler demeure producteur du film. En février 2022, Nina Dobrev rejoint elle aussi la distribution. Elle est ensuite rejointe par Tim Blake Nelson et Clifton Collins Jr.. En mai 2022, Ilfenesh Hadera est confirmée.
Le tournage débute à Thessalonique en Grèce en mars 2022. Les prises de vues ont également lieu dans les Nu Boyana Film Studios en Bulgarie.

## Sortie
En mai 2022, il est annoncé que Screen Media (en) a acquis les droits de distribution pour l'Amérique du Nord. Cependant, en octobre 2023, il est annoncé que c'est finalement Vertical Entertainment (en) qui distribuera le film courant 2024 aux États-Unis.